# Pile gallo-romaine de Lasserre
La pile gallo-romaine de Lasserre ou tourette d'En Cassou, est une tour gallo-romaine en pierre, aussi appelée pile, située sur la commune d'Ordan-Larroque, dans le département du Gers, en France.
Elle ne mesure plus que 6 m de haut mais sa hauteur initiale était certainement supérieure et au vu de la dimension de ses fondations, elle était peut-être la plus imposante des piles de la région, dépassant 12 m. Bien qu'aucun indice archéologique ou historique ne permette de l'affirmer directement, il s'agit sans doute, par analogie avec d'autres monuments du même type, d'un cénotaphe signalant la proximité de la sépulture d'un important personnage local : une villa est identifiée à proximité.

## Localisation

Piles d'Ordan-Larroque et de Saint-Lary.

Dans la partie nord de la commune d'Ordan-Larroque, la pile se situe au fond d'un vallon, au bord du ruisseau du Baïzet. Elle se trouve environ 700 m au nord de la voie antique d'Elusa (Eauze) à Augusta Auscorum (Auch), appelée « route de César » et est visible depuis celle-ci.
Au moins deux autres piles se trouvent dans la partie nord de la commune, de part et d'autre de cette voie, ainsi qu'une troisième, un peu plus au nord, sur la commune de Saint-Lary.
Les fouilles archéologiques ont révélé la présence d'une villa romaine située à 200 m à l'ouest de la pile.

## Historique

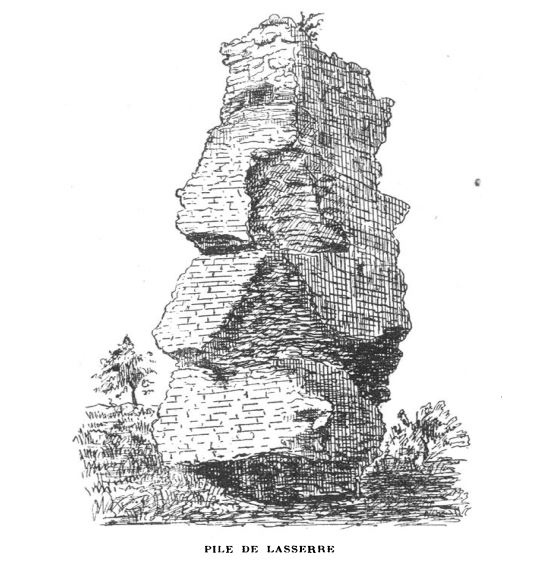
Dessin de la pile en 1898.

La datation de cette pile est inconnue, probablement entre le Ier et le IVe siècle apr. J.-C. comme la plupart des monuments analogues, et en tout cas postérieure à la villa proche dont le premier état est daté du Ier siècle av. J.-C.. En l'absence d'indices formels, cette fourchette de datation est établie en fonction des caractéristiques architecturales (nature et aspect de la maçonnerie) et par comparaison avec d'autres piles pour lesquelles une datation, même imprécise, peut être établie.
Après son abandon, la pile, comme de nombreux autres monuments antiques, a servi de carrière de pierre ce qui explique en partie son état actuel.
Une étude sur l'évolution des paroisses et des communes du Gers parue en 1982 indique que « des inhumations médiévales ont été trouvées près de la pile ».
Avant le XXe siècle, cette pile n'a fait l'objet d'autre description écrite et n'a figuré sur aucune carte.

## Description

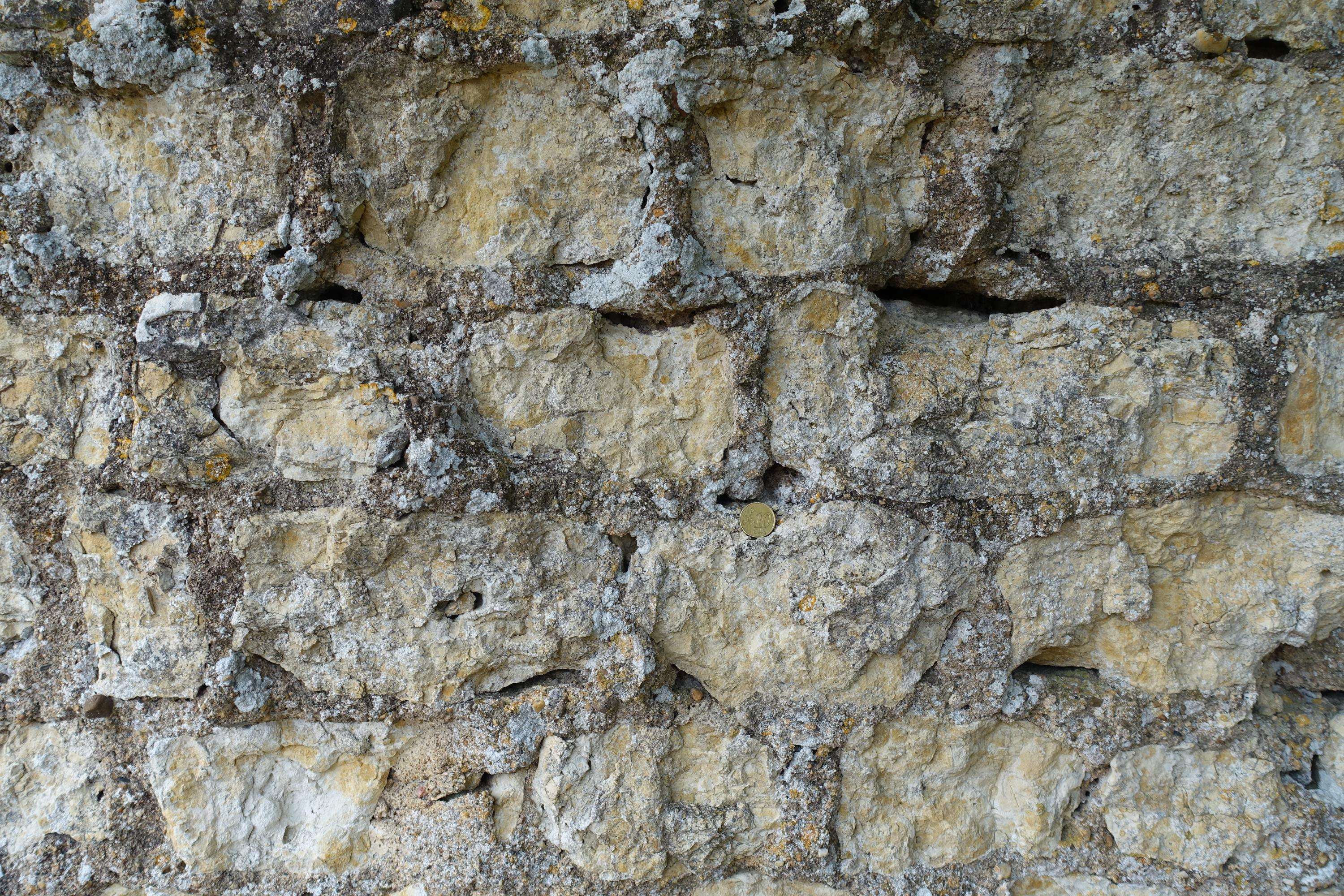
Détail des parements conservés sur la partie basse. La pièce de 10 centimes donne l'échelle.

La pile présente un plan au sol quadrangulaire. Il n'en subsiste que le massif de fondations (5,10 × 4,83 × 1 m), son soubassement, large de 4,85 m et haut de 1,65 m — le monument est trop détérioré pour que la plus grande dimension puisse être évaluée — et son podium dont seule la largeur de 4,14 m peut être mesurée avec précision. La partie supérieure de ce dernier, tout comme l'étage avec une éventuelle niche ainsi que la toiture ont disparu. Dans cette configuration, la pile mesure 6 m de haut (contre 9 m à la fin du XIXe siècle) mais, en se basant sur les dimensions de son massif de fondations, sa hauteur pourrait atteindre 12,70 m, ce qui en ferait la plus haute des piles de la région. En raison de la disparition de la partie supérieure du monument, il est difficile de déterminer de quel côté se trouvait l'éventuelle niche de la tour, mais une orientation vers le sud-ouest est plausible.
La structure de la tour est pleine, comme en témoigne une cavité pratiquée sur sa face sud-occidentale à la suite de fouilles clandestines. Un noyau en blocage est recouvert d'un parement en petit appareil de moellons. Des blocs de plus grande dimension servent de chaînage aux angles du monument, mais leur disposition n'est pas régulière.
Rien ne subsiste d'une éventuelle décoration de la pile, mais il est possible que des pilastres aient décoré les angles. ces pilastres auraient été sculptés dans les blocs de pierre formant les angles du monument, et la finition de leur décoration assurée par la pose d'un enduit.
Aucun enclos funéraire n'est identifié aux abords de la pile, mais cette absence n'est pas significative dans la mesure où les niveaux de sol antique ont disparu.

## Fonction
Comme pour les autres monuments analogues, la pile de Lasserre semble être un monument du type cénotaphe, signalant la présence à proximité du tombeau d'une personnalité locale. Ce tombeau peut être celui d'un membre de la famille habitant la villa proche.
Dans cette hypothèse, et comme cela a été remarqué dans d'autres situations, l'orientation de la pile ne se fait pas vers la villa mais vers le lieu où les passants la remarqueront : elle n'est pas un monument du souvenir destiné à la famille. L'implantation fréquent de ce type de monument, en bordure de voie pour des raisons de visibilité, a pu faire qu'elles ont servi ultérieurement de repère géographique, comme un élément marquant du paysage.

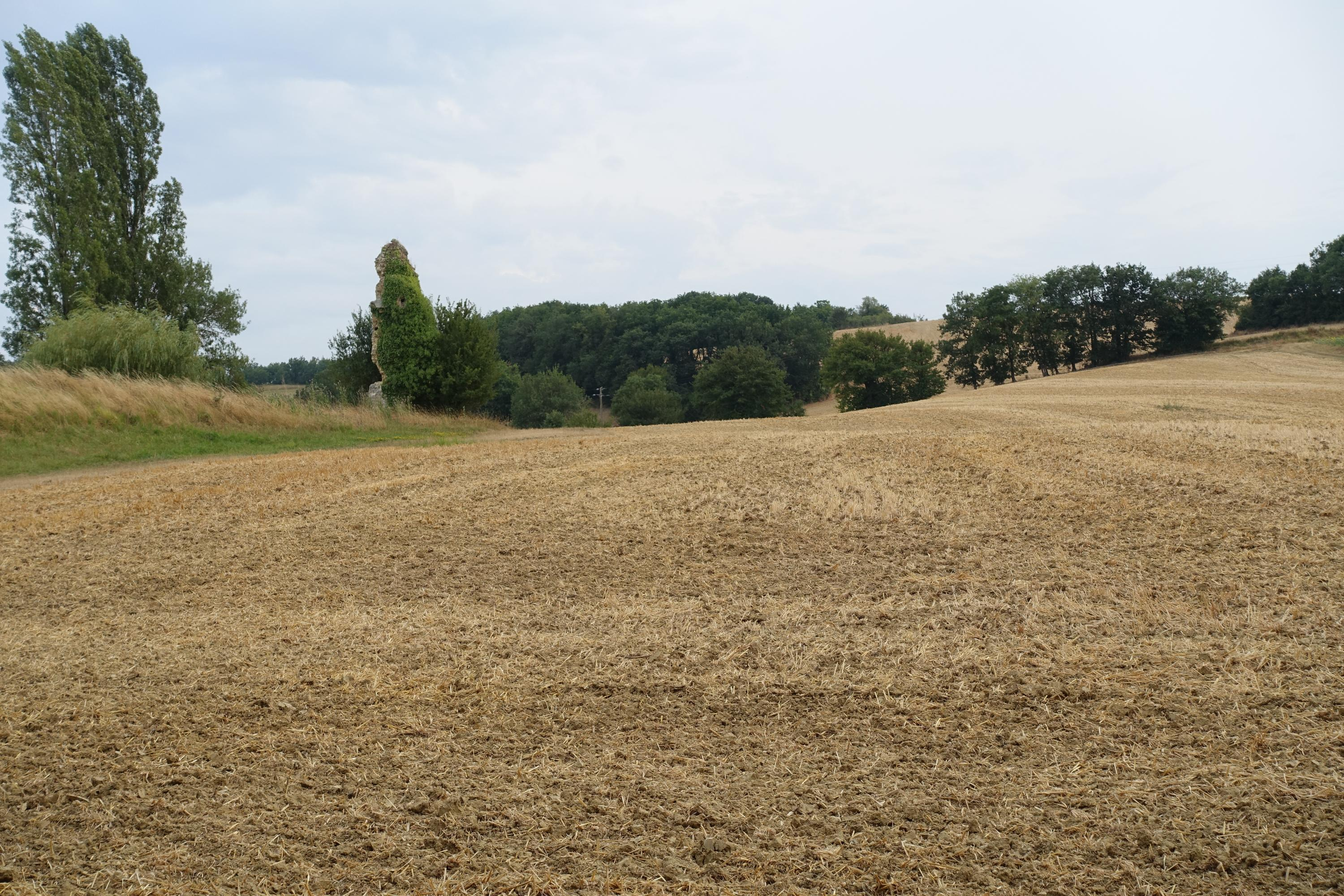
La pile dans son environnement, vue depuis le nord.
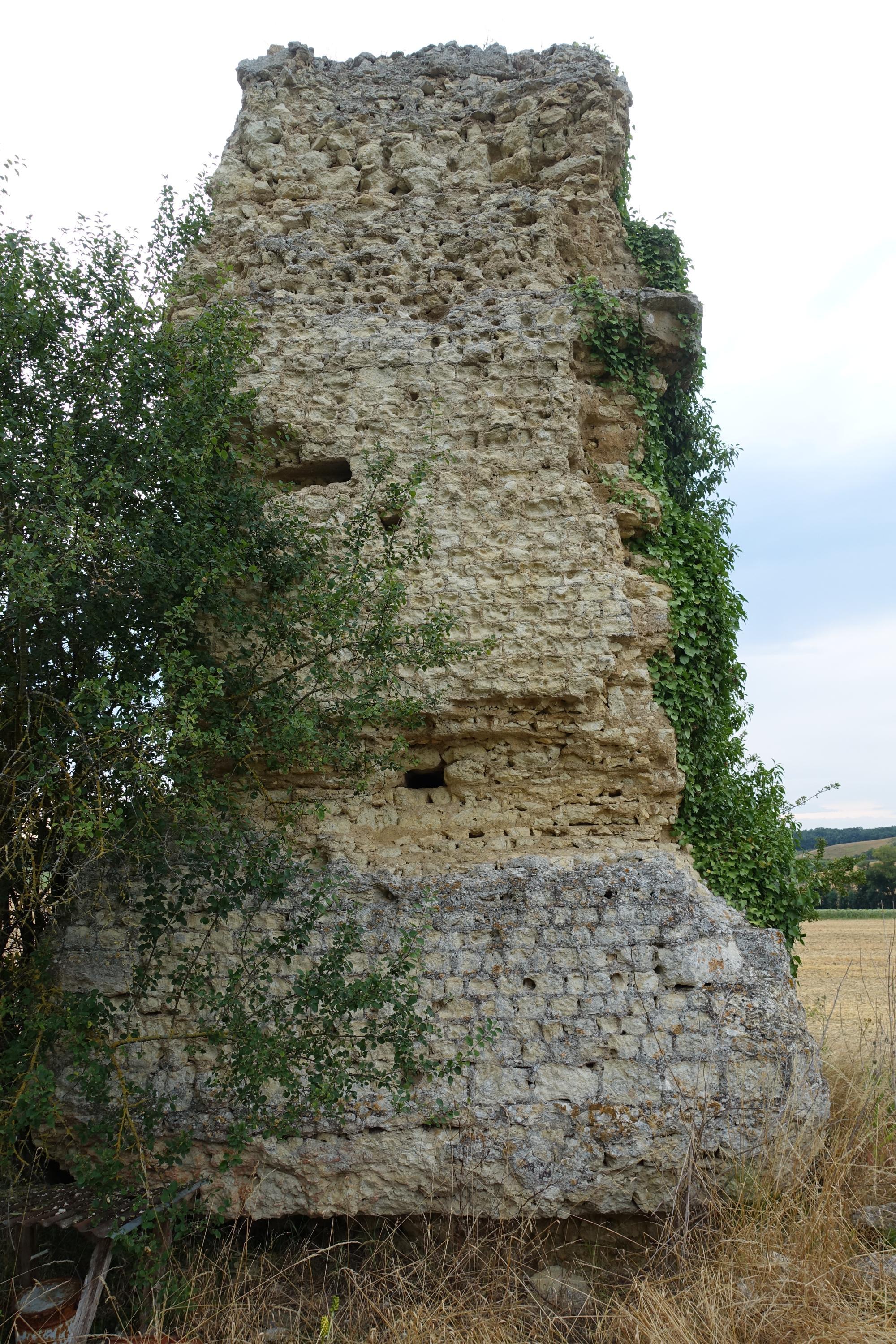
La pile vue depuis l'est.
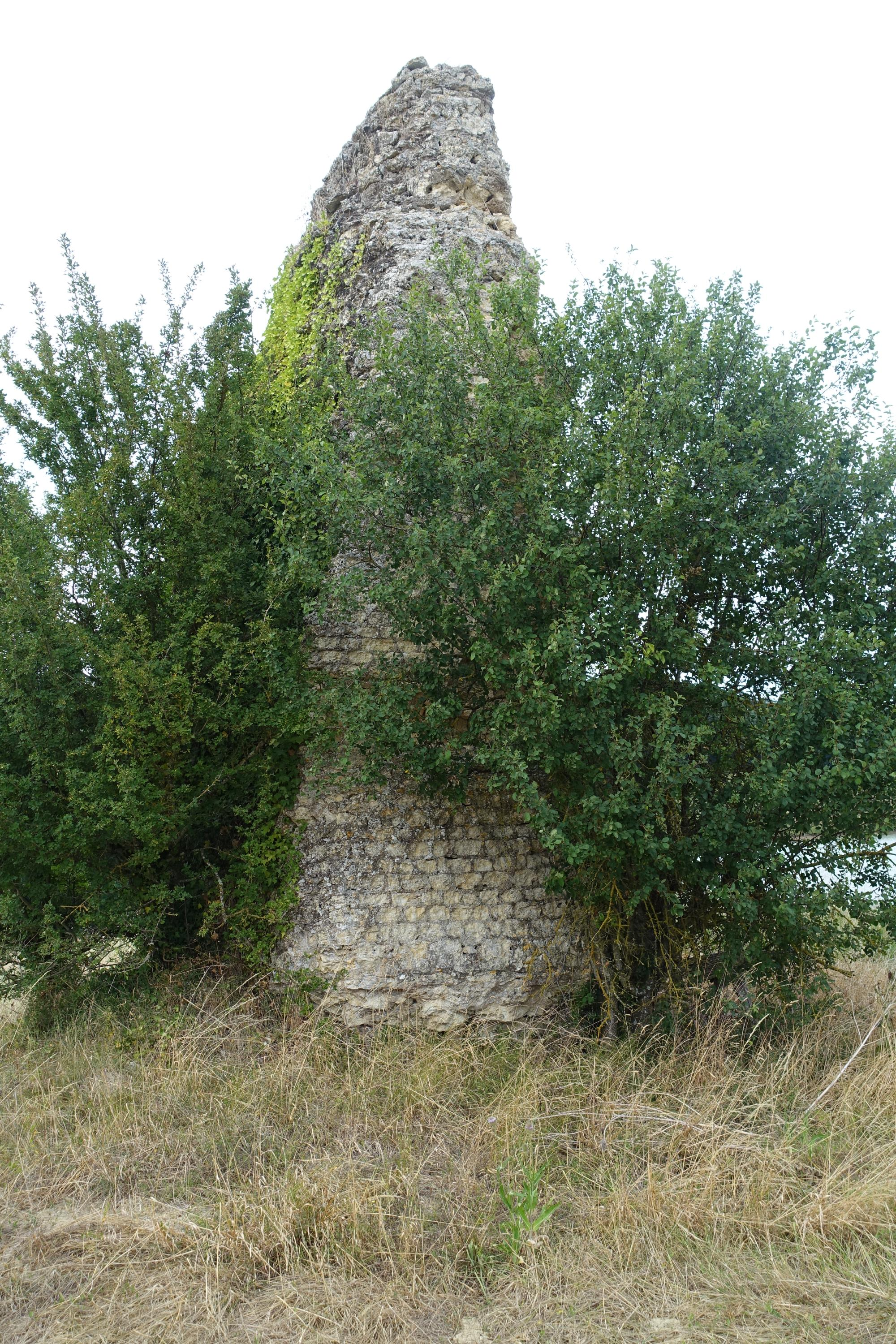
La pile vue depuis le sud.
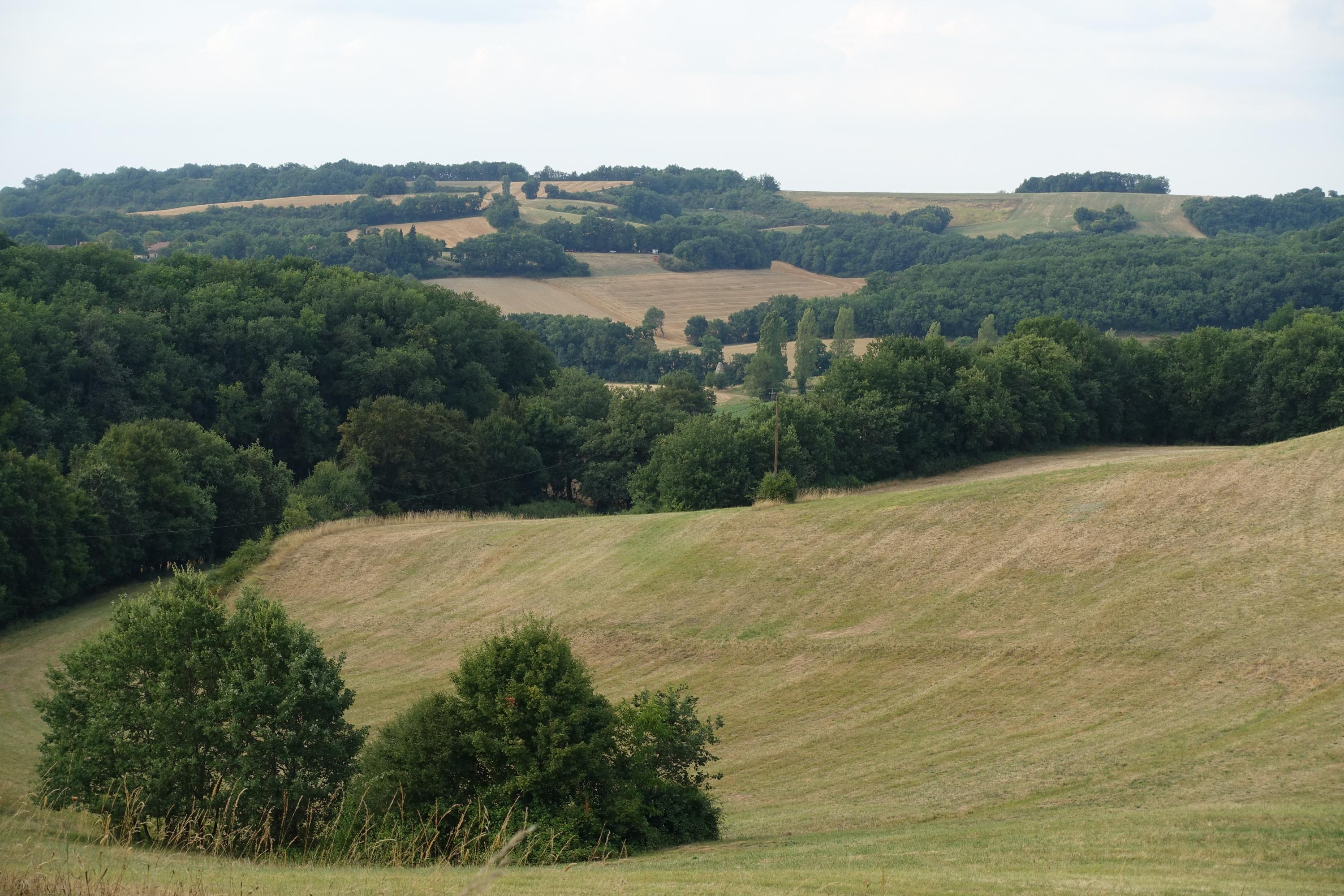
La pile est visible depuis la route de César, au sud.